# Zygomycota
Zygomycota es una división parafilética de hongos, que incluye alrededor de 1000 especies. Los hongos pertenecientes a la división Zygomycota se caracterizan por formar zigosporas con gruesas paredes, de origen sexual y esporangiósporas no nadadoras, de origen asexual. El moho negro del pan (Rhizopus nigricans), un representante bien conocido de este grupo del orden Mucorales, produce masas de hifas sobre pan, fruta y otros alimentos deteriorados. El cuerpo de este hongo, compuesto de hifas no septadas (cenocíticas), muestra que a pesar de una pequeña diferenciación celular entre los hongos, las hifas pueden especializarse por varios propósitos. Los hongos del orden Entomophthorales son parásitos de las moscas, protisas miniaturas y de otros insectos. Son organismos de nutrición saprofita, se alimentan de restos de plantas y animales del suelo. Tienen esporangiósporas sencillas dentro de unos receptáculos; en el interior de cada uno de ellos se desarrollan unas estructuras que llegan a independizarse y funcionar como conidios. El orden Zoopagales comprende hongos parásitos de amebas, nemátodos y artrópodos. Los miembros de este orden tienen parecido con los ascomicetos ya que ambos grupos comparten el mismo núcleo, pero no están evolutivamente emparentados.
Estos tipos de hongos producen esporas asexuales dentro de los esporangios, y durante la reproducción sexual se forma una zygospora con paredes resistentes, en la que ocurre la meiosis.
La mayoría de los hongos conocidos como moho, como los del pan o la fruta, pertenecen a esta división.

## Filogenia
Zygomycota es un grupo parafilético que representa la etapa más temprana de la evolución del clado Amastigomycota. Su filogenia lo divide en dos linajes diferentes:
|  | Entomophthoromycotina                                                 |
|  |                                                                       |
|  | \| \| Kickxellomycotina \| \| \| \| \| \| Zoopagomycotina \| \| \| \| |
|  |                                                                       |
|  | Kickxellomycotina                                                     |
|  |                                                                       |
|  | Zoopagomycotina                                                       |
|  |                                                                       |

|  | Kickxellomycotina |
|  |                   |
|  | Zoopagomycotina   |
|  |                   |

|  | Mortierellomycotina                                                |
|  |                                                                    |
|  | \| \| Glomeromycotina \| \| \| \| \| \| Mucoromycotina \| \| \| \| |
|  |                                                                    |
|  | Glomeromycotina                                                    |
|  |                                                                    |
|  | Mucoromycotina                                                     |
|  |                                                                    |

|  | Glomeromycotina |
|  |                 |
|  | Mucoromycotina  |
|  |                 |

|  | Entorrhizomycota                                             |
|  |                                                              |
|  | \| \| Ascomycota \| \| \| \| \| \| Basidiomycota \| \| \| \| |
|  |                                                              |
|  | Ascomycota                                                   |
|  |                                                              |
|  | Basidiomycota                                                |
|  |                                                              |

|  | Ascomycota    |
|  |               |
|  | Basidiomycota |
|  |               |

|  | Mortierellomycotina                                                |
|  |                                                                    |
|  | \| \| Glomeromycotina \| \| \| \| \| \| Mucoromycotina \| \| \| \| |
|  |                                                                    |
|  | Glomeromycotina                                                    |
|  |                                                                    |
|  | Mucoromycotina                                                     |
|  |                                                                    |

|  | Glomeromycotina |
|  |                 |
|  | Mucoromycotina  |
|  |                 |

|  | Entorrhizomycota                                             |
|  |                                                              |
|  | \| \| Ascomycota \| \| \| \| \| \| Basidiomycota \| \| \| \| |
|  |                                                              |
|  | Ascomycota                                                   |
|  |                                                              |
|  | Basidiomycota                                                |
|  |                                                              |

|  | Ascomycota    |
|  |               |
|  | Basidiomycota |
|  |               |

|  | Entomophthoromycotina                                                 |
|  |                                                                       |
|  | \| \| Kickxellomycotina \| \| \| \| \| \| Zoopagomycotina \| \| \| \| |
|  |                                                                       |
|  | Kickxellomycotina                                                     |
|  |                                                                       |
|  | Zoopagomycotina                                                       |
|  |                                                                       |

|  | Kickxellomycotina |
|  |                   |
|  | Zoopagomycotina   |
|  |                   |

|  | Mortierellomycotina                                                |
|  |                                                                    |
|  | \| \| Glomeromycotina \| \| \| \| \| \| Mucoromycotina \| \| \| \| |
|  |                                                                    |
|  | Glomeromycotina                                                    |
|  |                                                                    |
|  | Mucoromycotina                                                     |
|  |                                                                    |

|  | Glomeromycotina |
|  |                 |
|  | Mucoromycotina  |
|  |                 |

|  | Entorrhizomycota                                             |
|  |                                                              |
|  | \| \| Ascomycota \| \| \| \| \| \| Basidiomycota \| \| \| \| |
|  |                                                              |
|  | Ascomycota                                                   |
|  |                                                              |
|  | Basidiomycota                                                |
|  |                                                              |

|  | Ascomycota    |
|  |               |
|  | Basidiomycota |
|  |               |

|  | Mortierellomycotina                                                |
|  |                                                                    |
|  | \| \| Glomeromycotina \| \| \| \| \| \| Mucoromycotina \| \| \| \| |
|  |                                                                    |
|  | Glomeromycotina                                                    |
|  |                                                                    |
|  | Mucoromycotina                                                     |
|  |                                                                    |

|  | Glomeromycotina |
|  |                 |
|  | Mucoromycotina  |
|  |                 |

|  | Entorrhizomycota                                             |
|  |                                                              |
|  | \| \| Ascomycota \| \| \| \| \| \| Basidiomycota \| \| \| \| |
|  |                                                              |
|  | Ascomycota                                                   |
|  |                                                              |
|  | Basidiomycota                                                |
|  |                                                              |

|  | Ascomycota    |
|  |               |
|  | Basidiomycota |
|  |               |

Debido a que es un taxón parafilético se ha propuesto dividir a Zygomycota en dos divisiones diferentes Zoopagomycota y Mucoromycota.

## Esporas

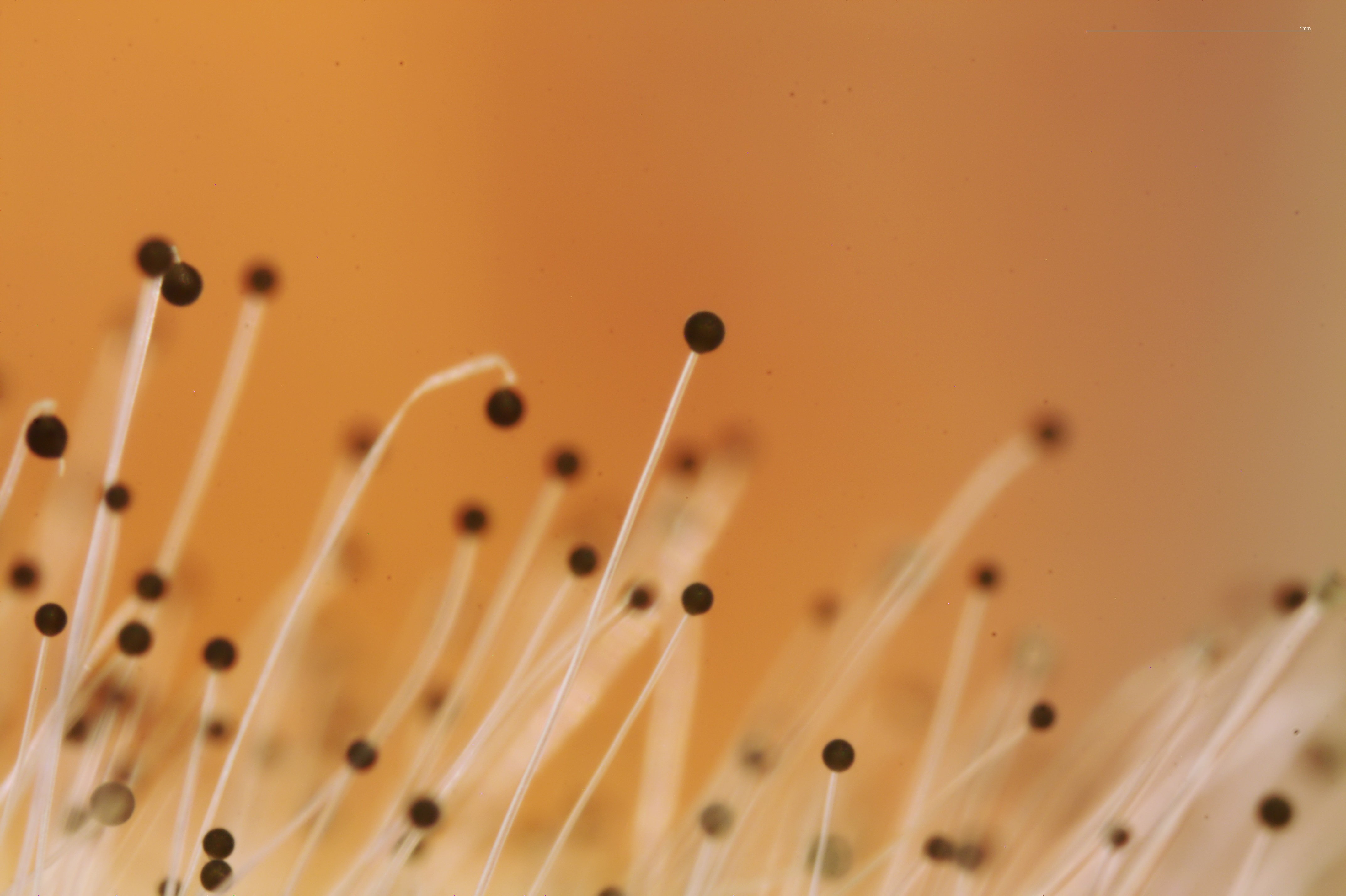
Detalle de esporangios de una especie de hongos Mucorales creciendo en un melocotón.

El término "espora" se utiliza para describir una estructura relacionada con la propagación y la dispersión. Las esporas de los zigomicetos pueden formarse tanto por vía sexual como asexual. Antes de la germinación, la espora se encuentra en estado latente. Durante este periodo, la tasa metabólica es muy baja y puede durar desde unas horas hasta muchos años. Existen dos tipos de latencia. La latencia exógena está controlada por factores ambientales como la temperatura o la disponibilidad de nutrientes. La latencia endógena o constitutiva depende de características de la propia espora; por ejemplo, características metabólicas. En este tipo de latencia, puede impedirse la germinación aunque las condiciones ambientales favorezcan el crecimiento.

### Mitosporas
En los zigomicetos, las mitosporas (esporangiosporas) se forman asexualmente. Se forman en estructuras especializadas, los mitosporangios (esporangios) que contienen de pocos a varios miles de esporas, dependiendo de la especie. Los mitosporangios son transportados por hifas especializadas, los mitosporangióforos (esporangióforos). Estas hifas especializadas suelen mostrar gravitropismo negativo y fototropismo positivo, lo que permite una buena dispersión de las esporas. La pared de los esporangios es delgada y se destruye fácilmente por estímulos mecánicos (por ejemplo, la caída de gotas de lluvia, el paso de animales), lo que provoca la dispersión de las mitosporas maduras. Las paredes de estas esporas contienen esporopolenina en algunas especies. La esporopolenina está formada por β-caroteno y es muy resistente a la degradación biológica y química. Las esporas de los zigomicetos también pueden clasificarse en función de su persistencia:

### Clamidosporas

Diagrama y reproducción de las cigosporas

Las clamidosporas son esporas asexuales diferentes de las esporangiosporas. La función principal de las clamidosporas es la persistencia del micelio y se liberan cuando éste se degrada. Las clamidosporas no tienen ningún mecanismo de dispersión. En los zigomicetos la formación de clamidosporas suele ser intercalar. Sin embargo, también puede ser terminal. De acuerdo con su función, las clamidosporas tienen una pared celular gruesa y están pigmentadas. 

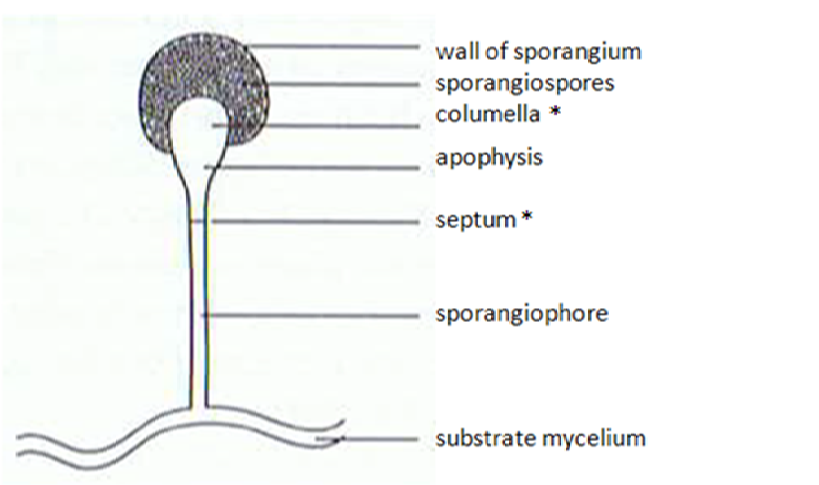
Esporangio.

## Evolución de los conidios
La evolución del conidio a partir de la esporangiospora es la principal diferencia definitoria entre los zigomicetos y los ascomicetos. La evolución de las esporangiosporas típicas de los zigomicetos a conidios similares a los de los ascomicetos puede modelarse mediante una serie de formas observadas en los zigomicetos. Muchos zigomicetos producen múltiples esporangiosporas dentro de un único esporangio. Algunos han desarrollado múltiples esporangios pequeños que contienen pocas esporangiosporas. En algunos casos, puede haber hasta tres esporas en cada esporangiolio, y unas pocas especies tienen esporangiolios que contienen una sola espora. Choanephora, un zigomiceto, tiene un esporangiolio que contiene una espora con una pared esporangial que es visible en la base del esporangio. Esta estructura es similar a la de un conidio, que tiene dos paredes celulares fusionadas, una pared interna de la espora y una pared externa del esporangio.

## Zigóforos
Los cigóforos son hifas aéreas quimiotrópicas que constituyen los órganos sexuales de los zygomycota, excepto para los Phycomyces en los que no son aéreos sino que se encuentran en el sustrato. Tienen dos tipos de apareamiento diferentes (+) y (-). Los tipos de apareamiento opuestos crecen el uno hacia el otro debido a las feromonas volátiles emitidas por el filamento opuesto, principalmente ácido trispórico y sus precursores. Una vez que dos tipos de apareamiento opuestos han establecido el contacto inicial, dan lugar a una zigospora a través de múltiples pasos.
Una vez establecido el contacto entre los cigóforos, sus paredes se adhieren entre sí, se aplanan y el lugar de contacto se denomina tabique de fusión. Las puntas del cigóforo se distienden y forman lo que se denomina progametangia. El tabique se desarrolla por extensión gradual hacia el interior hasta que separa los gametangios terminales de la base progametangial. En este punto, el cigóforo recibe el nombre de suspensor. Las vesículas se acumulan en el tabique de fusión, momento en el que comienza a disolverse. Un poco antes de que el tabique de fusión se disuelva por completo, la pared externa primaria comienza a engrosarse. Esto puede verse como manchas oscuras en la pared primaria a medida que el tabique de fusión se disuelve. Estas manchas oscuras en la pared acabarán convirtiéndose en estructuras verrugosas que constituyen el grosor de la pared de la cigospora. A medida que la zigospora se agranda, también lo hacen las estructuras verrugosas hasta que son contiguas alrededor de toda la célula. En este punto, el microscopio electrónico ya no puede penetrar en la pared. Finalmente, las verrugas atraviesan la pared primaria y se oscurecen, lo que probablemente esté causado por la melanina.
La meiosis suele ocurrir antes de la germinación de la cigospora y hay unos cuantos tipos principales de comportamiento nuclear distinguibles. El tipo 1 es cuando los núcleos se fusionan rápidamente, en pocos días, dando lugar a una zigospora madura con núcleos haploides. El tipo 2 es cuando algunos núcleos no se emparejan y degeneran en su lugar, la meiosis se retrasa hasta la germinación. El tipo 3 es cuando los núcleos haploides continúan dividiéndose mitóticamente y entonces algunos se asocian en grupos y otros no. Esto da lugar a que se encuentren núcleos diploides y haploides en el esporangio germinal.

## Pared celular

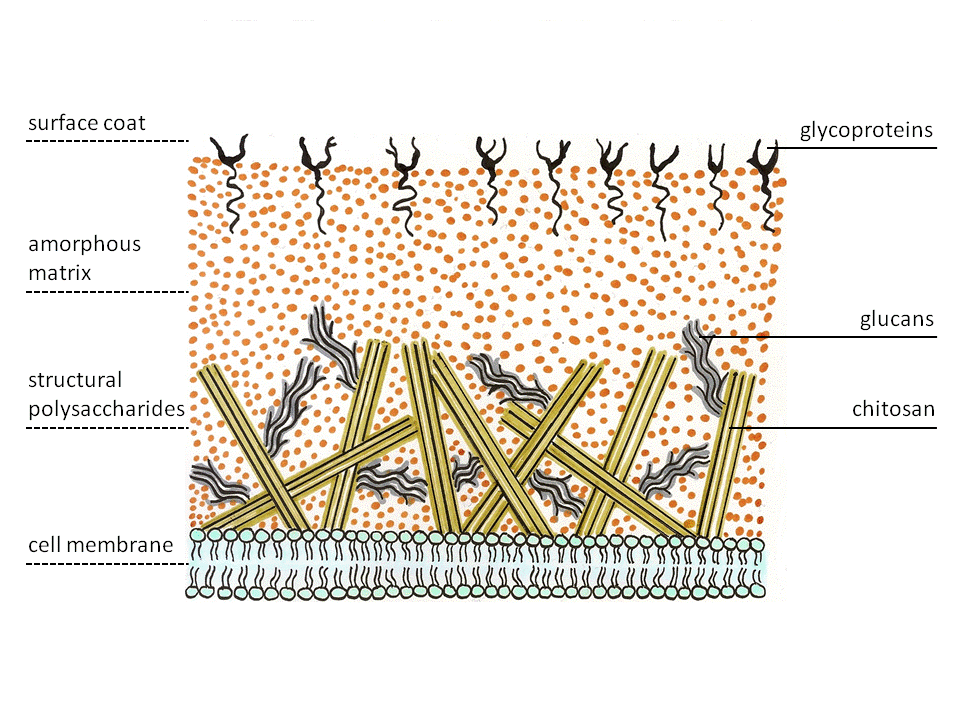
Estructura típica de la pared celular de los hongos

Los zigomicetos presentan una estructura especial de pared celular. La mayoría de los hongos tienen quitina como polisacárido estructural, mientras que los zigomicetos sintetizan quitosano, el  homopolímero desacetilado de la quitina. La quitina está formada por β-1,4 enlaces N-acetilglucosamina. Las hifas fúngicas crecen en la punta. Por ello, vesículas especializadas, los quitosomas, llevan precursores de la quitina y su enzima sintetizadora, la quitina sintetasa, al exterior de la membrana por exocitosis. La enzima en la membrana cataliza la formación de enlaces glicosídicos a partir del sustrato de azúcar nucleótido, uridina difosfo-N-acetil-D-glucosamina. A continuación, la cadena polisacárida naciente es escindida por la enzima quitina desacetilasa. La enzima cataliza la escisión hidrolítica del grupo N-acetamido de la quitina. A continuación, la cadena polimérica de quitosano forma microfibrillas. Estas fibras están incrustadas en una matriz amorfa formada por proteínas, glucanos (que supuestamente reticulan las fibras de quitosano), manoproteínas, lípidos y otros compuestos.

## Ácido trispórico
El ácido trispórico es un compuesto terpenoide C-18 que se sintetiza a través de las vías del β-caroteno y del retinol en los zigomicetos. Es un compuesto feromona responsable de la diferenciación sexual en esas especies fúngicas.

### Historia
El ácido trispórico se descubrió en 1964 como un metabolito que aumentaba la producción de caroteno en Blakeslea trispora. Posteriormente se demostró que era la hormona que provocaba la producción de zigóforos en Mucor mucedo.  El micólogo y genetista estadounidense Albert Francis Blakeslee descubrió que algunas especies de Mucorales eran autoestériles (heterotálico), en las que las interacciones de dos cepas, designadas (+) y (-), son necesarias para el inicio de la actividad sexual. Hans Burgeff, de la Universidad de Goettingen, descubrió que esta interacción se debía al intercambio de sustancias de bajo peso molecular que se difundían por el sustrato y la atmósfera. Este trabajo constituyó la primera demostración de la actividad de las hormonas sexuales en cualquier hongo. La elucidación del control hormonal de la interacción sexual en los Mucorales se extiende a lo largo de 60 años y en ella han participado micólogos y bioquímicos de Alemania, Italia, Países Bajos, Reino Unido y Estados Unidos.

### Funciones del ácido trispórico en Mucorales
El reconocimiento de parejas sexuales compatibles en los zygomycota se basa en una vía de biosíntesis cooperativa del ácido trispórico. Los primeros derivados trisporoides y el ácido trispórico inducen el hinchamiento de dos hifas potenciales, por lo que se denominan zigóforos, y un gradiente químico de estas moléculas inductoras da lugar a un crecimiento uno hacia el otro. Estos progametangios entran en contacto entre sí y crean una fuerte conexión. En la siguiente etapa, se establecen septos para limitar la zigospora en desarrollo del micelio vegetativo y de esta forma los zigóforos se convierten en hifas suspensoras y se forman los gametangios. Tras la disolución de la pared de fusión, se mezclan el citoplasma y un elevado número de núcleos de ambos gametangios. Un proceso de selección (no estudiado) da lugar a una reducción de los núcleos y tiene lugar la meiosis (también no estudiada hasta hoy). Varias modificaciones de la pared celular, así como la incorporación de esporopolenina (responsable del color oscuro de las esporas) tienen lugar dando lugar a una zigospora madura.
El ácido trispórico, como punto final de esta vía de reconocimiento, sólo puede producirse en presencia de ambas parejas compatibles, que producen enzimáticamente precursores trisporoides que serán utilizados posteriormente por la pareja sexual potencial. La especificidad de especie de estas reacciones se obtiene, entre otras cosas, por la segregación espacial, las características fisicoquímicas de los derivados (volatilidad y sensibilidad a la luz), las modificaciones químicas de los trisporoides y la regulación transcripcional/posttranscripcional.

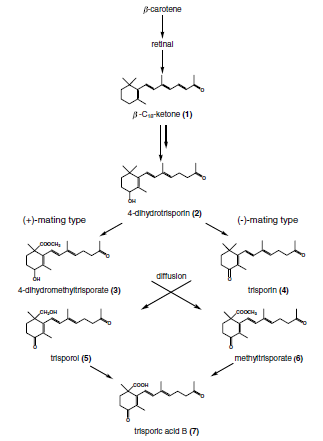
Biosíntesis postulada del ácido trispórico B

### Parasexualismo
Los trisporoides también se utilizan en la mediación del reconocimiento entre parásito y hospedador. Un ejemplo es la interacción hospedador-parásito de naturaleza parasexual observada entre Parasitella parasitica, un micoparásito facultativo de zigomicetos, y Absidia glauca. Esta interacción es un ejemplo de parasitismo de fusión biotrófico, ya que la información genética se transfiere al hospedador. Se ven muchas similitudes morfológicas en comparación con la formación de zigosporas, pero la espora madura se denomina sikyospora y es parasitaria. Durante este proceso, el hospedador Absidia glauca produce estructuras similares a las agallas.
Esto, junto con otras pruebas, ha llevado a la suposición de que los trisporoides no son estrictamente específicos de la especie, sino que podrían representar el principio general de reconocimiento de apareamiento en Mucorales. 

## Relevancia para la medicina
Zygomycota, incluye diversas especies que tienen roles tanto benéficos como patogénicos en medicina. Algunos aspectos relevantes son:
Como patógenos, ciertos hongos Zygomycota, como los pertenecientes a los géneros Rhizopus y Mucor, pueden causar infecciones graves en humanos conocidas como mucormicosis o zigomicosis. Estas infecciones suelen ocurrir en individuos inmunocomprometidos, como aquellos con diabetes, cáncer o que están bajo trasplantes de órganos. La mucormicosis puede afectar varios órganos, incluyendo senos paranasales, pulmones, cerebro y piel, y puede ser mortal si no se trata rápidamente.
Debido a su potencial patogénico, los hongos Zygomycota han impulsado la investigación en tratamientos antifúngicos. Comprender su biología y mecanismos de infección es crucial para desarrollar terapias efectivas para combatir estas infecciones fúngicas, que pueden ser resistentes a los medicamentos antifúngicos estándar.
Por otra parte algunos hongos Zygomycota se utilizan en procesos industriales, como en la producción de alimentos fermentados (por ejemplo, tempeh) y bebidas. También se emplean en aplicaciones biotecnológicas, incluyendo la producción de enzimas y ácidos orgánicos.
Ciertas especies de hongos Zygomycota han mostrado potencial como agentes de biocontrol contra patógenos vegetales, lo que podría tener implicaciones para las prácticas agrícolas y el manejo de plagas.